# Nagaina olivacea
Nagaina olivacea är en spindelart som beskrevs av Pelegrín Franganillo Balboa 1930. 
Nagaina olivacea ingår i släktet Nagaina och familjen hoppspindlar. Inga underarter finns listade i Catalogue of Life.